# نيكولاس هنت
نيكولاس هنت (بالإنجليزية: Nicholas Hunt)‏ (و. 1930 – 2013 م) هو ضابط بحري من المملكة المتحدة، وويلز، ويحمل رتبة عسكرية أدميرال، توفي عن عمر يناهز 83 عاماً.

## جوائز
حصل على جوائز منها:
- جائزة المنافسة العامة [الإنجليزية]‏ (1946)
- قائد الفنون والآداب